# David Byrne (político)
David Byrne (Newbridge, 6 de abril de 1947) es un político y juez irlandés que formó parte de la Comisión Europea, órgano ejecutivo de la Unión Europea, entre 1999 y 2004.
Afiliado al Fianna Fáil, en 1997 fue nombrado fiscal general de Irlanda por la coalición gubernamental. Como uno de los negociadores del Acuerdo de Viernes Santo de 1998 elaboró y supervisó las grandes reformas constitucionales que exigían el acuerdo, que se aprobará en referéndum en mayo del mismo año. Byrne también va a informar sobre las necesarias modificaciones constitucionales para que Irlanda ractifique el Tratado de Ámsterdam.
En septiembre de 1999 fue propuesto por el gobierno como miembro de la Comisión Europea, convirtiéndose en Comisario Europeo de Salud y Protección al Consumidor en la Comisión Prodi, cargo que compartió desde el 1 de mayo de 2004 con el checo Pavel Telička hasta el final del mandato de la comisión en noviembre de aquel año.
- Datos: Q1173887
- Multimedia: David Byrne (politician) / Q1173887